# Насименту де Паула, Матеус
Мате́ус Насиме́нту де Па́ула (порт.-браз. Matheus Nascimento de Paula; родился 3 марта 2004, Рио-де-Жанейро) — бразильский футболист, нападающий клуба «Ботафого», выступающий на правах аренды за клуб «Лос-Анджелес Гэлакси».

## Клубная карьера
Воспитанник футбольной академии «Ботафого». С 2015 по 2020 год забил 150 голов за юношеские команды «Ботафого». В июне 2020 года подписал свой первый профессиональный контракт до 2023 года с опцией выкупа в размере 150 млн реалов для бразильских клубов и 50 млн евро для зарубежных команд. 6 сентября 2020 года дебютировал в основном составе «Ботафого» в матче бразильской Серии A против клуба «Коринтианс».
19 февраля 2025 года был арендован клубом MLS «Лос-Анджелес Гэлакси» на сезон 2025 с опцией выкупа. В североамериканской лиге дебютировал 16 марта в матче против «Портленд Тимберс», выйдя на замену во втором тайме вместо Эдуина Серрильо.

## Карьера в сборной
В ноябре и декабре 2019 года в составе сборной Бразилии до 15 лет сыграл на чемпионате Южной Америки (до 15 лет), забив на турнире четыре мяча, и помог бразильцам выиграть этот турнир.
В 2022 году дебютировал за сборную Бразилии до 20 лет.

## Достижения
Сборная Бразилии (до 15 лет)
- Победитель чемпионата Южной Америки для игроков до 15 лет: 2019